# Sclerolaena muricata
Sclerolaena muricata là loài thực vật có hoa thuộc họ Dền. Loài này được (Moq.) Domin miêu tả khoa học đầu tiên năm 1921.